# Vladimir Nemirovitj-Dantjenko
Vladimir Ivanovitj Nemirovitj-Dantjenko (russisk: Владимир Иванович Немирович-Данченко; 23. december 1858 – 25. april 1943, Moskva, var en russisk og sovjetisk teaterdirektør, forfatter, pædagog, dramatiker, producent og teateradministrator, som stiftede Moskva Kunstnerteater med sin kollega Konstantin Stanislavskij i 1898.

## Biografi
Vladimir Ivanovitj Nemirovitj-Dantjenko blev født ind i den russiske adel, af blandet ukrainsk-armensk afstamning, i landsbyen Shemokmedi near Osurgeti (Gurien, Georgien). Hans far, Ivan Dantjenko, var officer i den kejserlige russiske hær, og hans mor, Alexandra Kasparovna Jagubjan (1829–1914), var armensk fra Guvernementet Tiflis. Han studerede i  Tbilisi, og fortsatte efterfølgende sin uddannelse på Moskvas statsuniversitet (fysisk-matematisk samt juridisk afdeling 1876–79).
I 1879 forlod han universitetet til fordel for teateret, og startede som teateranmelder og udgav i 1881 sit første stykke, "Hund-rose", som blev opsat i et år af Malyjteateret. Han kom også til at fungere som lærer for Ivan Moskvin, Olga Knipper og Vsevolod Mejerkhold.
I 1898 stiftede han Moskva kunstnerteater med kollegaen Konstantin Stanislavskij. I 1919 stiftede han Moskva kunstteaters Musikteater, som blev reformeret til Musikteatret Stanislavskij og Nemirovitj-Dantjenko  i 1926. I 1943 stiftede Nemirovitj-Dantjenko Moskvas kunstteaterskole.[kilde mangler]
Han døde af hjertestop 25. april 1943, i en alder af 84 år, i Moskva.[kilde mangler]

## Produktioner
- 1910: Brødrene Karamasov
- 1930: Opstandelse
- 1937: Anna Karenina
- 1940: Tre Søstre